# Chaetacanthus pilosus
Chaetacanthus pilosus är en ringmaskart som först beskrevs av Treadwell 1937.  Chaetacanthus pilosus ingår i släktet Chaetacanthus och familjen Polynoidae. Inga underarter finns listade i Catalogue of Life.